# Terminalia divaricata
Terminalia divaricata är en tvåhjärtbladig växtart som beskrevs av Joseph Marie Henry Alfred Perrier de la Bâthie. Terminalia divaricata ingår i släktet Terminalia och familjen Combretaceae. Inga underarter finns listade i Catalogue of Life.